# Mexikos regioner
Mexikos regioner är socioekonomiska administrativa regioner som existerar för socioekonomiska, politiska och statistiska syften. Regionerna består av närliggande grupper av kommuner inom en delstat och förses med en administrativ huvudort, efter vilken regionen döps. Regionerna numreras med romerska siffror.
Systemet infördes innan år 1986.

## Estado de México
I delstaten Mexiko finns nu tjugo regioner (2020). Vid grundandet fanns enbart åtta (Toluca, Zumpango, Texcoco, Tejupilco, Atlacomulco, Coatepec Harinas, Valle de Bravo och Jilotepec), och dessa inkluderade alla dåvarande kommuner. Sedan dess har de delats upp i fler, mindre regioner och de har numrerats efter bokstavsordning vilket tidigare inte var fallet. 2006 fanns det sexton regioner, och sedan 2015 finns tjugo.
- Amecameca (I)
- Atlacomulco (II)
- Chimalhuacán (III)
- Cuautitlán Izcalli (IV)
- Ecatepec (V)
- Ixtlahuaca (VI)
- Lerma (VII)
- Metepec (VIII)
- Naucalpan (IX)
- Nezahualcóyotl (X)
- Otumba (XI)
- Tejupilco (XII)
- Tenancingo (XIII)
- Tepotzotlán (XIV)
- Texcoco (XV)
- Tlalnepantla (XVI)
- Toluca (XVII)
- Tultitlán (XVIII)
- Valle de Bravo (XIX)
- Zumpango (XX)